# Jugendhof Dörnberg
Koordinaten: 51° 21′ 53″ N, 9° 20′ 41″ O

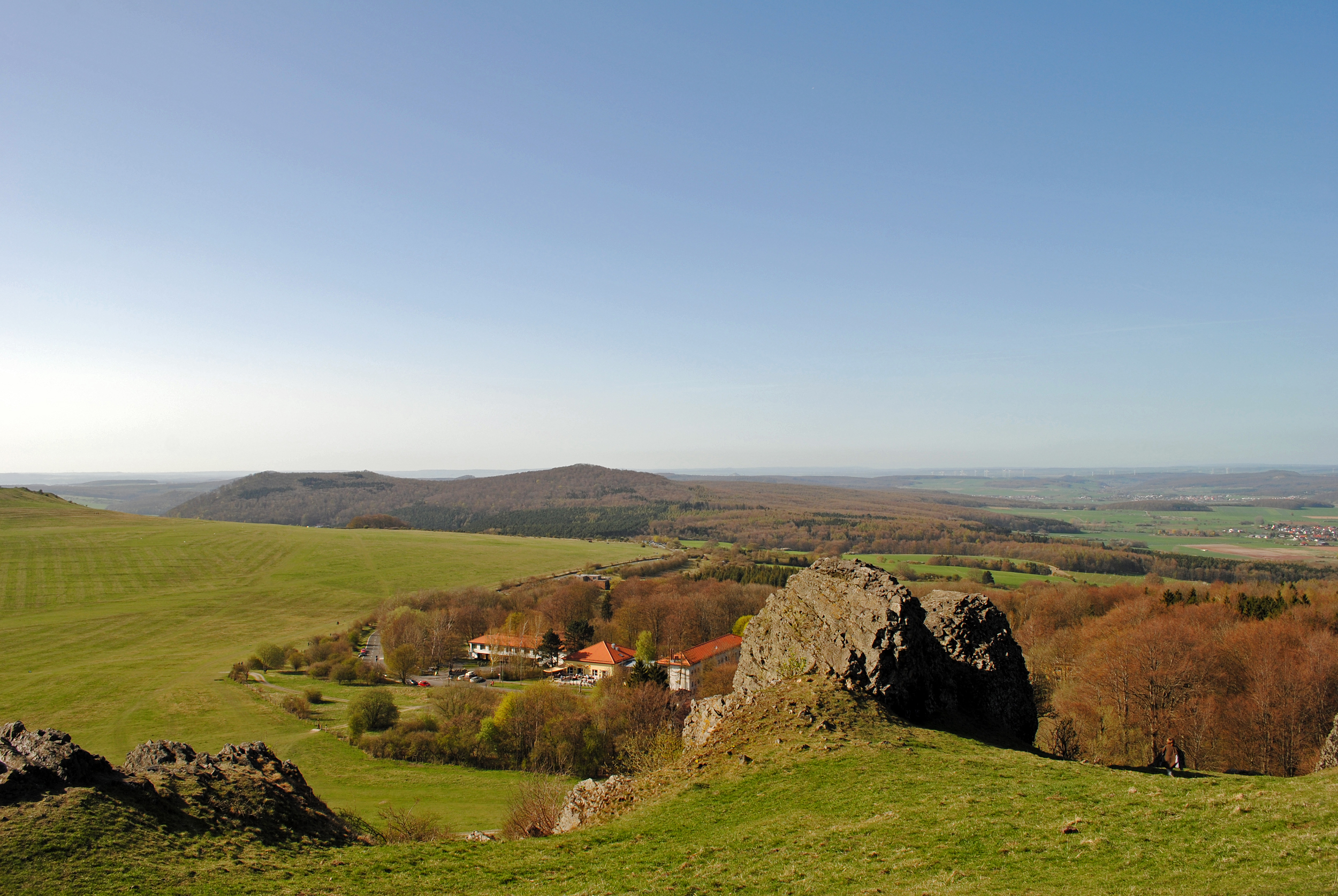
Helfensteine, Fliegerlager und ehemaliger Jugendhof

Der Jugendhof Dörnberg war eine vom Land Hessen getragene Jugendbildungsstätte am Nordwesthang des Hohen Dörnbergs bei Zierenberg im nordhessischen Landkreis Kassel, die von 1963 bis Dezember 2000 betrieben wurde. Die heute anderweitig genutzte und u. a. das Naturparkzentrum Habichtswald beherbergende Anlage liegt etwa 3 km östlich der Kernstadt Zierenberg an der Kreisstraße 97, der Dörnbergstraße, die als Stichstraße etwa 600 m östlich der Stadt von der Landesstraße 3214 (Zierenberg–Ehrsten) nach Südosten abzweigt.

## Vorgeschichte

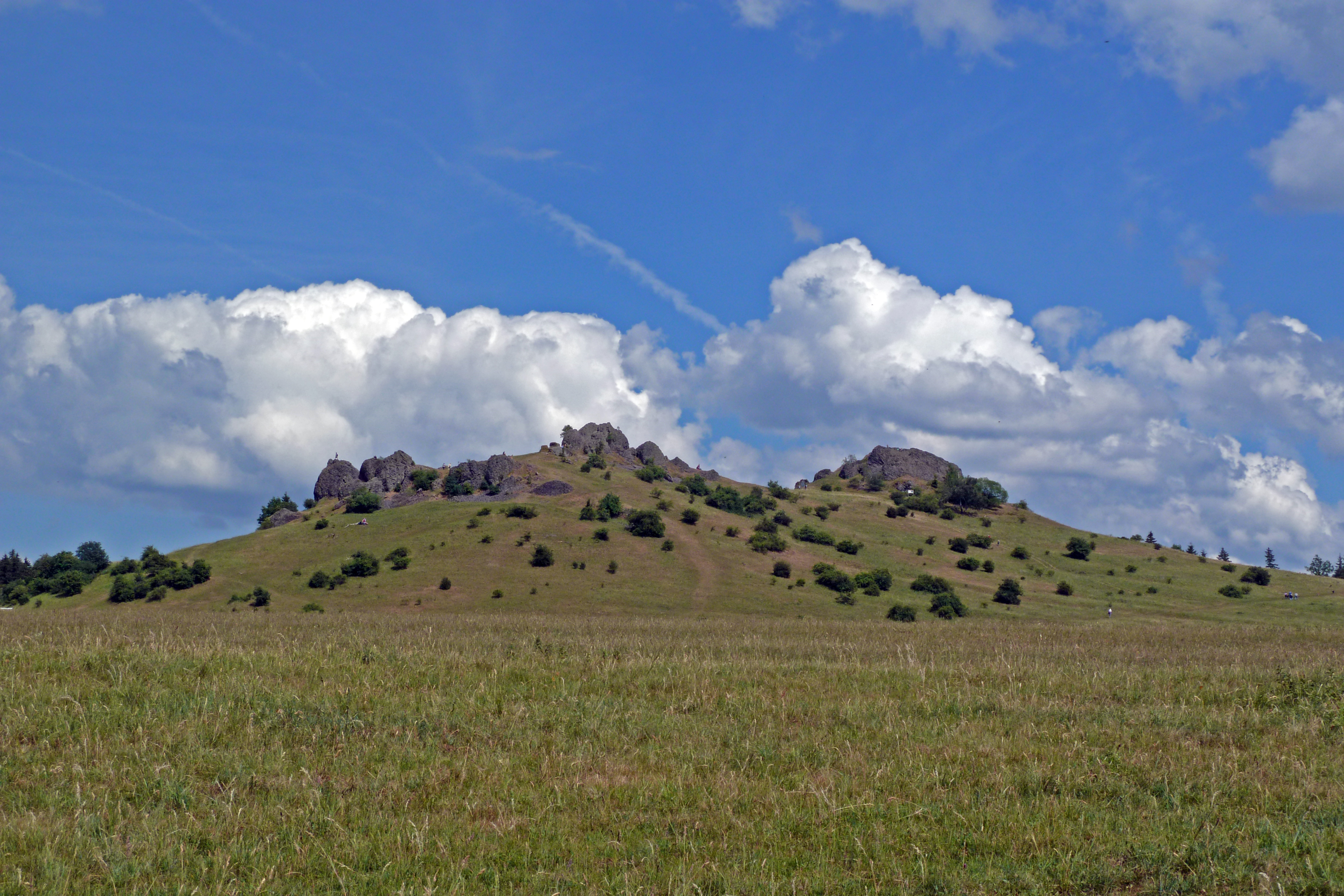
Die Helfensteine am Dörnberg

Der Hohe Dörnberg, im Naturpark Habichtswald gelegen, ist mit 578,7 m ü. NHN Höhe die höchste Erhebung des Naturraums Dörnberg und Schreckenberge im Habichtswälder Bergland. Da er meist nebel- und wolkenfrei ist und der an den Hängen entstehende Aufwind günstige Voraussetzungen zum Segelflug schafft, fanden bereits 1923 die ersten Segelflüge dort statt. 1924 wurde am nordwestlichen Fuße der Helfensteine, einer bis auf 509,8 m aufragenden Felsformation im nordwestlichen Vorfeld des Dörnbergs, ein erstes Fliegerlager eingerichtet, das in den Jahren 1931–1935 ausgebaut wurde und nach einigen Umbauten bis heute den Segelfliegern als Basis dient. Ab 1948 wurden dann auch die ersten Wanderwege auf und an dem Berg eingerichtet, in der Folgezeit auch Parkplätze und 1968 bzw. 2004 sogar zwei Ausflugslokale. 

## Jugendhof

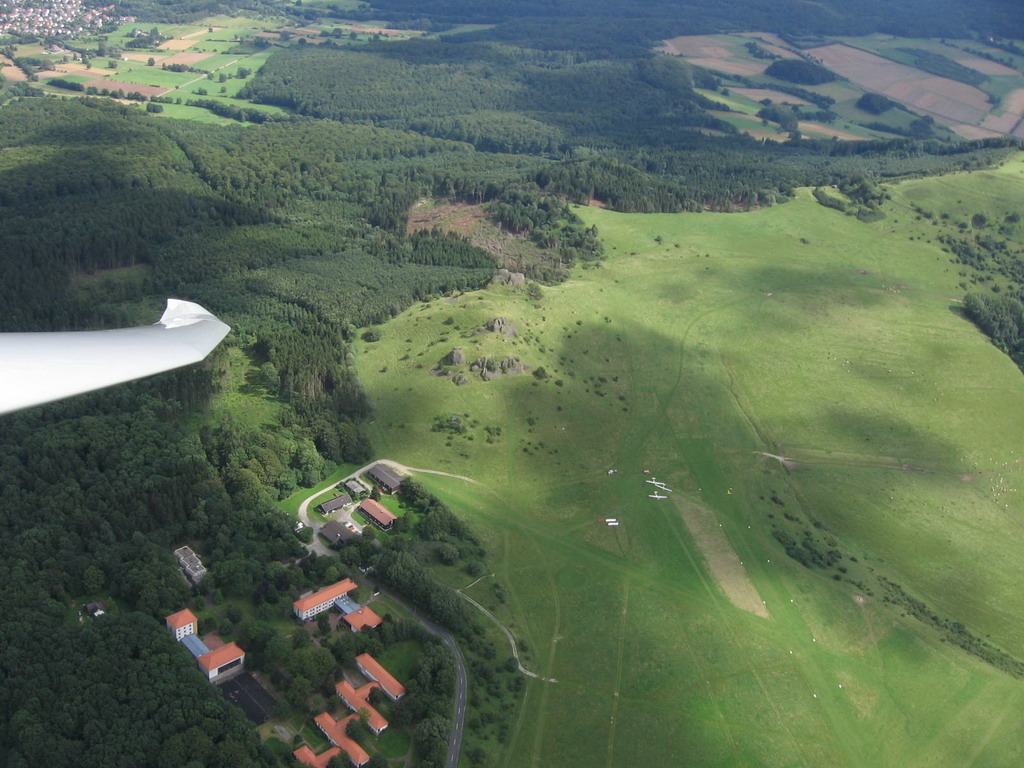
Blick aus einem Segelflugzeug auf, v. l. n. r., Jugendhof, Fliegerlager, Helfensteine, NW-Startstrecke

Im Bereich des Fliegerlagers, unmittelbar nördlich des heutigen Heims der Flugsportvereinigung Kassel-Zierenberg, entstand in der Mitte der 1950er Jahre das Dörnberglager, eine Begegnungsstätte für Schulklassen und Wandergruppen, die das Land Hessen in den Jahren 1961–1963 zum sogenannten Jugendhof Dörnberg ausbauen ließ und 1963 seiner Bestimmung übergab. Dort fand politische Bildungs- und Gewerkschaftsarbeit statt. Unter den im Laufe der Jahre eingeladenen Referenten waren u. a. Werner Nekes, Dore O., Reimut Reiche, Bazon Brock, Hansjürgen Rosenbauer, Harun Farocki, Hartmut Bitomsky und der hessische Generalstaatsanwalt Fritz Bauer. Unter den pädagogischen Mitarbeitern war ab 1965 auch Gerhard Büttenbender.
Sparmaßnahmen der Landesregierung führten zur Schließung des Jugendhofs zum 31. Dezember 2000.

## Nachgeschichte
Das etwa 4,85 Hektar große Gelände mit Verwaltungsgebäude, fünf Unterkunftshäusern und drei Einfamilien-Reihenhäusern stand danach zum Verkauf oder zur Verpachtung, ohne dass jedoch eine dauerhaft befriedigende Nutzung gefunden wurde.
Zunächst erhielt ein sektierischer Selbstvermarkter der sogenannten „Medizinischen Resonanz Therapie Musik“ mit seinem Selbstverlag „Aar Edition“ eine befristete Nutzungsüberlassung bis zum 31. Juli 2001, die er allerdings unerlaubt bis zur Zwangsräumung ausdehnte. Von 2003 bis Mitte 2005 nutzte die im nur wenige Kilometer nördlich gelegenen Dorf Fürstenwald befindliche, vom Diakonischen Werk der Evangelischen Kirche von Kurhessen-Waldeck getragene Fachklinik Fürstenwald für Suchtkranke die Liegenschaften auf zeitlich begrenzter Nutzungsbasis. Danach standen die Gebäude erneut lange leer und zum Verkauf. 2006 wurde das noch immer leer stehende Anwesen von einem Privatinvestoren gekauft, der dort von Oktober 2007 bis August 2015 das auf Ganzheitliches Heilen ausgerichtete „Heil- und Seminar-Zentrum Helfensteine“ betrieb und das Café Eden verpachtete.
Im August 2009 wurde in einem vom Zweckverband Naturpark Habichtswald langfristig gepachteten Gebäude das Naturparkzentrum Habichtswald eröffnet. In den unteren Geschossen befindet sich das Besucher- und Informationszentrum mit wechselnden naturkundlichen und heimatgeschichtlichen Ausstellungen sowie einem kleinen Laden mit regionalen Produkten und Büchern. Dort kann man sich über naturräumliche, geschichtliche und geologische Voraussetzungen sowie Freizeit- und Veranstaltungsangebote im Bereich des Naturparks Habichtswald informieren. Das Obergeschoss enthält eine Gruppenetage, die für Kinder- und Jugendgruppen gebucht werden kann.
Das Zentrum Helfenstein wurde 2013 erneut zum Verkauf ausgeschrieben, und im August 2015 wurde die 2002 gegründete Stiftung Trias aus Hattingen neuer Eigentümer des Geländes. Die Gebäude wurden von der Gemeinschaft Lebensbogen gekauft, der die Stiftung Trias den Grund und Boden auf Erbbaurechtsbasis übertrug. Die Gemeinschaft will letztlich mit rund 50 Mitgliedern die Anlage beziehen und dort außerdem ein Bildungszentrum für nachhaltige Entwicklung – d. h. ökologisches Gleichgewicht, soziale Gerechtigkeit und ökonomische Sicherheit – einrichten. Neben dem Angebot von eigenen Seminaren soll es weiterhin die Möglichkeit geben, Räumlichkeiten für Tagungen und Kongresse sowie für Seminare und Workshops zu mieten. Gegen Ende 2015 zogen die ersten zwei Dutzend Mitglieder der Gemeinschaft ein. Inzwischen sind auch das Tagungshaus Lebensbogen und das Gästehaus und Ausflugslokal Helfensteine (ehemaliges Café Eden) in Betrieb.